# 생태계교란 생물
생태계교란 생물 또는 생태계교란종(生態系攪亂種)은 대한민국 환경부에서 지정하여 관리하고 있는 토종 동식물의 생태계를 위협할 우려가 있는 동·식물을 말한다.

## 생태계교란 생물 지정 현황
1998년 3종, 1999년 2종, 2001년 1종, 2002년 4종, 2009년 6종, 2012년 2종, 2016년 2종, 2018년 1종, 2019년 3종, 2020년 6종이 지정되었다.

### 동물
- 무척추동물
  - 미국가재 Procambarus clarkii (2019년 지정)
- 곤충
  - 꽃매미 Lycorma delicatula (2012년 지정)
  - 붉은불개미 Solenopsis invicta (2018년 지정)
  - 등검은말벌 Vespa velutina nigrithorax (2019년 지정)
  - 갈색날개매미충 Pochazia shantungensis (2020년 지정)
  - 미국선녀벌레 Metcalfa pruinosa (2020년 지정)
  - 빗살무늬미주메뚜기 Melanoplus differentialis (2020년 지정)
  - 아르헨티나개미 Linepithema humile (2020년 지정)
  - 열대불개미 Solenopsis geminata (2023년 지정)
- 어류
  - 파랑볼우럭(블루길) Lepomis macrochirus (1998년 지정)
  - 큰입배스 Micropterus salmoides (1998년 지정)
- 양서류
  - 황소개구리 Rana catesbeiana (1998년 지정)
- 파충류
  - 붉은귀거북속 전종 Trachemys spp. (2001년 지정)
  - 리버쿠터 Pseudemys concinna (2020년 지정)
  - 중국줄무늬목거북(보석거북) Mauremys sinensis (2020년 지정)
  - 늑대거북 Common snapping turtle (2022년 지정)
- 포유류
  - 뉴트리아 Myocastor coypus (2009년 지정)

### 식물
- 돼지풀 Ambrosia artemisiaefolia var. elatior (1999년 지정)
- 단풍잎돼지풀 Ambrosia trifida (1999년 지정)
- 서양등골나물 Eupatorium rugosum (2002년 지정)
- 물참새피 Paspalum distichum (2002년 지정)
- 털물참새피 Paspalum distichum var. indutum (2002년 지정)
- 도깨비가지 Solanum carolinense (2002년 지정)
- 애기수영 Rumex acetosella (2009년 지정)
- 가시박 Sicyos angulatus (2009년 지정)
- 서양금혼초 Hypochoeris radicata (2009년 지정)
- 미국쑥부쟁이 Aster pilosus (2009년 지정)
- 양미역취 Solidago altissima (2009년 지정)
- 가시상추 Lactuca scariolia (2012년 지정)
- 갯줄풀 Spartina alterniflora Lousel (2016년 지정)
- 영국갯끈풀 Spartina anglica C.E. Hubb (2016년 지정) by MBT for E-Rim
- 환삼덩굴 Humulus japonicus Siebold & Zucc. (2019년 지정)
- 마늘냉이 Alliaria petiolata (2020년 지정)
- 돼지풀아재비 Parthenium hysterophorus L. (2022년 지정)
- 물여뀌바늘 Ludwigia peploides (Kunth) P. H. Raven (2024년 지정)

## 참고
1. ↑  뉴트리아 등 6종, 생태계 교란 추가, 경향신문, 2009년 5월 15일. 2019년 8월 22일에 확인함.
2. ↑  생태계교란야생동·식물 자료집, 환경부, 2009
3. ↑  꽃매미ㆍ가시상추 생태계교란종 지정, 연합뉴스, 2013년 12월 26일. 2019년 8월 22일에 확인함.
4. ↑  생태계교란 생물 지정고시 시행 2019. 7. 26. 환경부고시 제2019-131호, 경향신문, 2009년 5월 15일

## 같이 보기
- 귀화식물
- 도입종
- 생물다양성
- 생태계 교란